# Oligoryzomys fulvescens
Oligoryzomys fulvescens är en däggdjursart som först beskrevs av Henri Saussure 1860.  Oligoryzomys fulvescens ingår i släktet Oligoryzomys och familjen hamsterartade gnagare. IUCN kategoriserar arten globalt som livskraftig. Inga underarter finns listade i Catalogue of Life.
Denna gnagare förekommer med flera från varandra skilda populationer i Central- och norra Sydamerika från Mexiko till norra Brasilien och norra Peru. Arten lever i låglandet och i bergstrakter, vanligen upp till 1500 meter och sällan upp till 2000 meter över havet. Habitatet utgörs av fuktiga och torra skogar, av buskskogar och av ängar med högt gräs. Honor föder 2 till 6 ungar per kull.
Arten blir 6 till 10 cm lång (huvud och bål), har en 8 till 12,5 cm lång svans och väger 11 till 16 g. Bakfötterna är 1,7 till 2,5 cm långa och öronen är 1,0 till 1,5 cm stora. Den orangebruna pälsen på ovansidan har svarta punkter på ryggens mitt. Vid kroppens sidor är pälsen ljusare och där saknas punkter. Håren på undersidan är gråa nära roten och ljusbrun till vit på spetsen. Allmänt är pälsen lite styv. De små öronen är täckta av orange hår. Ovansidan av den smala svansen är mörkare än undersidan. Kännetecknande är dessutom en lång central tå vid de smala bakfötterna. Oligoryzomys fulvescens kan misstolkas som en skördemus (Reithrodontomys) men den saknar en ränna på de övre framtändernas framsida.
Individerna är aktiva på natten och de grå främst på marken. Däremot har de förmåga att klättra i växtligheten. Oligoryzomys fulvescens äter främst frön som kompletteras med några insekter. Fortplantningen sker främst under regntiden och kan sträcka sig fram till den torra perioden.